# Srđan Dragojević
Srđan Dragojević (în sârbă Срђан Драгојевић, Srdjan Dragojevic, pronunțat [sř̩d͡ʑan drâɡojeʋitɕ], n. 1 ianuarie 1963, Belgrad, RFP Iugoslavia⁠(d)) este un regizor și scenarist sârb, care a apărut în anii 1990 ca o figură semnificativă în cinematografia sârbă.
Din 2010, Dragojevic este membru al consiliului principal al Partidului Socialist din Serbia (SPS). La sfârșitul lunii august 2013 a devenit parlamentar SPS în Adunarea Națională a Serbiei. 

## Viața timpurie și cariera
Născut dintr-un tată jurnalist care a condus un ziar cu sediul la Belgrad și o mamă traducătoare de limba franceză, Dragojević s-a descris drept „copilul nomenklaturii comuniste de nivel mediu din Serbia”. În tinerețe, Dragojević a cântat la chitară în trupa de muzică punk / new wave TV Moroni. De asemenea, a fost jurnalist al revistelor Polet și Start. 
Dragojević a luat o diplomă în psihologie clinică de la Facultatea de Filozofie a Universității din Belgrad. În 1987 a început să studieze regia de film și TV la Facultatea de Arte Dramatice a Universității de Arte (FDU) sub tutela regizorului Bajo Šaranović și a obținut o altă diplomă. 
Dragojević a publicat cartea de poezie Knjiga akcione poezije în 1986 și Čika kovač potkiva bebu în 1988, înainte de a se dedica filmului. El a revenit pentru o scurtă perioadă de timp la poezie în 1995, când era deja regizor de film consacrat, pentru a lansa Katkad valja pročitati poneku knjigu da ne ispadnete glupi u društvu.

## Cariera cinematografică

### Debut și perioada timpurie
Dragojević și-a făcut debutul regizoral la 29 de ani cu filmul Mi nismo anđeli (Nu suntem îngeri) din 1992 al cărui scenariu l-a scris tot el. Aceasta a fost în esență proiectul său de doctorat la FDU, o comedie pentru tineret, care are loc la Belgrad și care prezintă o adolescentă ciudată care este lăsată gravidă de un playboy local. Filmul s-a dovedit a fi un succes imens în Republica Federală Iugoslavia și, în cele din urmă, în restul fostelor țări iugoslave. 
În 1993, Dragojević a început să filmeze la un proiect în stilul „camp”⁠(en)[traduceți] al lui Pedro Almodóvar, intitulat Devedesete despre loialitate, gelozie, infidelitate și intimitate, cu planul inițial de a filma trei finaluri separate și de a distribui trei versiuni ale filmului. Cu toate acestea, problemele financiare ale studioului de film de stat Avala Film, pe fondul inflației galopante din Republica Federală Iugoslavia, au pus capăt acestui proiect.
A scris apoi, împreună cu Aleksandar Barišić, scenariul unei comedii muzicale de succes din 1994, Slatko od snova, cu vedeta turbo-pop Dragana Mirković.  
De asemenea, în 1994 Dragojević a scris și a regizat o comedie muzicală pentru televiziune Dva sata kvalitetnog TV programa care a fost difuzată pe al treilea canal de televiziune RTS (3K) ca parte a programului său de Revelion 1995. În anul viitor, în 1995, a regizat câteva episoade ale seriei RTS Otvorena vrata (cu sensul de Ușa deschisă). 

### Aprecierea criticilor
La patru ani de la debutul său, Dragojević a revenit în cele din urmă la regia de lungmetraj - de data aceasta se desprinde complet de genul filmelor pentru tinerilor pentru a aborda probleme mai serioase legate de războaiele iugoslave aflate în derulare, cu o dramă controversată care conține elemente ale comediei întunecate, Lepa sela lepo gore (cu sensul de Sate frumoase ard frumos), care are loc în războiul din Bosnia. Pe lângă laudele criticilor, filmul a avut un impact comercial pozitiv, cu peste 700.000 de bilete vândute pe piața internă din Serbia în timpul proiecției sale cinematografice. De asemenea, a stârnit o mulțime de controverse în întreaga Europă cu privire la aspectele sale ideologice: în timp ce mulți l-au văzut ca pe o denunțare puternică a războiului, alții l-au considerat drept „cinematograf fascist”. Filmul a fost chiar refuzat să intre în concurs la Festivalul de Film de la Veneția din 1996, de asemenea a divizat juriul de la Festivalul Internațional de Film de la Salonic din 1996, care în final i-a refuzat premiul principal, în ciuda faptului că a avut un succes copleșitor în rândul publicului festivalului. În America de Nord, filmul a primit laude critice mai mult sau mai puțin universale, iar Dragojević a început să fie curtat de cei de la Hollywood aproape imediat după rularea notabilă a filmului în circuitul de festivaluri de pe continentul american. A semnat cu agenția William Morris la sfârșitul verii 1996 și a ajuns la Los Angeles, unde a avut întâlniri cu diferiți șefi de studio. Cu toate acestea, profund nemulțumit de scenariile oferite, regizorul a decis să se întoarcă acasă și să facă un alt film în Serbia. Prin urmare, singurul rezultat tangibil al scurtului său flirt cu Hollywood cu această ocazie a fost un acord cu Fox Lorber pentru a distribui pe video pentru acasă și cinematografic filmul Lepa sela lepo gore. 
Înapoi acasă pe frontul politic, Dragojević a susținut manifestațiile antiguvernamentale din 1996-97, vorbind la mitinguri și participând la proteste de stradă. 
În 1998, Dragojević a prezentat o imagine sumbră și critică a vieții în Serbia din timpul lui Slobodan Milošević, în Rane (Rănile), care a fost un alt succes critic pentru tânărul regizor. Bazat pe o povestire adevărată, spune povestea a doi adolescenți criminali care cresc împreună înainte de a se transforma unul pe celălalt. Lansat în mai 1998 și, la fel ca majoritatea producțiilor locale, finanțat în mare parte de instituțiile statului, cum ar fi radiodifuzorul de stat RTS, filmul a obținut un răspuns sever din partea elementelor guvernamentale care nu apreciau portretizarea brutală de către regizor a Serbiei din timpul lui Milošević. Cu toate că nu a fost interzis filmul în întregime, acest răspuns a avut un impact sever asupra ciclului său de promovare, presa publicată de stat și  presa electronică refuzând să difuzeze reclamele filmului Rane. În timpul promovării în circuitul festivalelor de film din America de Nord, Dragojević și-a exprimat îngrijorarea că nu i se va permite să continue producția de filme în Serbia din timpul lui Milošević. 
Aceste temeri nu s-au dovedit nefondate, deoarece încercările sale de a strânge fonduri pentru ecranizarea piesei de teatru din 1984 a lui Dušan Kovačević, Sfântul Gheorghe împușcă balaurul au fost zadarnice.

### Anii de la Hollywood
Până în 1999, Dragojević și-a dat seama că nu i se va permite în Serbia să facă filme așa cum dorește. Astfel, el a apelat la conexiunile sale de la Hollywood pentru a-și explora din nou opțiunile acolo și curând a început negocierile cu Miramax Films, deoarece a început din nou să atragă producătorii din America, inclusiv printr-o proiecție a filmului Rane în ianuarie la Festivalul de film Sundance.
La sfârșitul lunii martie 1999, la o săptămână după ce Organizația Tratatului Atlanticului de Nord (NATO) a început să bombardeze Serbia, Dragojević s-a urcat într-un autobuz spre Budapesta împreună cu soția și cei doi copii ai lor și apoi s-au dus în New York. Aici, Dragojević a avut o proiecție programată a filmuli Rane organizată de Film Society of Lincoln Center la Muzeul de Artă Modernă ca parte a celei de-a 28-a serii anuale a New Director/New Films (Noi regizori/Noi filme). Sosirea în țara care îi bombarda patria în aceea perioadă, l-a pus într-o poziție ciudată și inconfortabilă și a recunoscut acest lucru mereu în interviuri. El a rămas în Statele Unite ale Americii, unde a călătorit prin țară cu filmul Rane care a avut mai multe proiecții în diferite festivaluri (inclusiv San Francisco International Film Festival, Festivalul Internațional de Film de la San Francisco), în timp ce a negociat simultan termenii înțelegerii cu Miramax. 
În iulie s-a anunțat că Dragojević a semnat un contract cu Miramax, și familia s-a mutat în Los Angeles, stabilindu-se în Canionul Laurel. Dragojević și-a petrecut următorii câțiva ani trăind și muncind în Statele Unite, împărțindu-și timpul între Los Angeles și New York. El a avut un contract de probă (first-look deal), prin care era obligat să arate tot ceea ce era interesat să fie dezvoltat (fie propria sa lucrare, fie lucrarea altcuiva ale cărei drepturi pot fi cumpărate) mai întâi de către Miramax și apoi dacă Miramax o refuză, el era liber să le realizeze în altă parte. Acordul a prevăzut și o clauză vice-versa, prin care Miramax se obliga să îi ofere scenarii, cărți, povestiri sau idei refăcute pe care studioul le considera potrivite sensibilității sale și Dragojević avea dreptul de a le refuza.
Cu toate acestea, Dragojević a întâmpinat probleme mari în a convinge studiourile să-i finanțeze proiectele și,  de asemenea, de cele mai multe ori nu i-au plăcut ideile care i-au fost oferite. Cel mai aproape de finalizare într-un proiect de film a fost scenariul unei comedii istorice, cu un scenariu scris de Dragojević împreună cu Alan Sereboff - The Payback All-Star Revue - despre care s-a convenit a fi o coproducție între Miramax și Icon Productions, compania lui Mel Gibson. Anunțul a fost făcut în noiembrie 2000, cu Dragojević optimist în privința proiectului pe care l-a conceput ca un „film amuzant și comercial care conține un amestec unic de genuri, incluzând sub-scenarii shakespeareiene și cu structuri imprevizibile”. Povestea este despre o trupă de muzicieni de salon care dau spectacole în cazinoul Riviera din Las Vegas, aceștia decid să jefuiască locul unde cântă. Cu toate că reușesc să jefuiască cu succes, au probleme în timpul fugii. După ce sunt prinși, ei acceptă să se se predea cu condiția că li se va acorda posibilitatea unui interviu cu un reporter de la revista Rolling Stone pentru a-și spune povestea. Povestea planificată a prezentat o multitudine de personaje cu multe sub-scenarii. Cu toate acestea, la mijlocul pre-producției, filmul a fost anulat în 2001 din cauza unei amenințări iminente cu greva Sindicatului Actorilor și al anunțului Warner Bros. că va reface filmul Ocean 11 cu o distribuție a tuturor vedetelor și că proiectul este în pre-producție, iar Miramax a considerat că noul filmOcean 11 îi va pune în pericol încasările la box-office ale viitorului film The Payback All-Star Revue.

### Întoarcerea în Serbia
În 2001, Dragojević s-a întors în patria sa fără să fi făcut vreun film în America. Cu producătorul Biljana Prvanović, a fondat în 2002 o companie de producție, Delirium Films.
La începutul anului 2003, el a fost angajat pentru a dezvolta un scenariu pentru Beautiful Game și în cele din urmă să-l regizeze, acest film e bazat pe un muzical omonim de Andrew Lloyd Webber  care a fost deja pus în scenă la teatrul din Londra West End. Alături de un tânăr scriitor american, Dragojević a venit cu un scenariu adaptat după povestirea lui Ben Elton, stabilită în vestul Belfastului în anii 1970, despre un grup de protestanți și catolici care au jucat în aceeași echipă de fotbal în timp ce diverse tensiuni sectare îi înconjoară. Cu toate acestea, până la urmă nimic nu a apărut și ani mai târziu, Dragojević a dezvăluit într-un interviu că a avut o neînțelegere cu producătorii datoriră dorinței sale de a elimina două dintre cântece.  
Aproape în același timp, a încercat și el să realizeze mai multe proiecte, cum ar fi romanul care are loc lupă Holocaust, After, scris de Melvin Jules Bukiet; la acest proiect a colaborat cu prietena sa producătorul Julia Rosenberg; precum și un film propus bazat pe romanul Porcul spinos (The Porcupine)  din 1992, scris de Julian Barnes, dar a fost incapabil să strângă fonduri pentru aceste proiecte. El a avut, de asemenea, o idee pentru un film numit 1999 Cum in the Rye, care a fost gândit ca ultima parte a trilogiei sale din 1990, dar nu a putut strânge suficientă finanțare. 
Dintr-o dată, în vara anului 2004, a decis să facă Mi nismo anđeli 2 (Nu suntem îngeri 2), continuarea celui mai mare hit comercial al său după ce a scris scenariul de la zero în doar trei săptămâni. Filmat în coproducție cu Pink International Company și lansat la începutul anului 2005, Mi nismo anđeli 2 a înregistrat recordurile de box office în Serbia cu 700.000 de bilete de intrare vândute în ciuda unor recenzii proaste și chiar a unor acuzații de plagiat a comediei lui Stan Dragoti din 1989, She's Out of Control (Un tată disperat). Chiar și Dragojević s-a referit la film ca la un „dialog deschis cu genul american al comediilor B din anii 1980”. Cu toate acestea, unii observatori au văzut implicarea lui în proiect ca o încercare de a avea un succes comercial rapid la box-office, care i-ar fi permis să asigure venituri financiare viitoarelor proiectele pe care era interesat să le realizeze. Dragojević a refuzat inițial să recunoască acest lucru, dar câțiva ani mai târziu a recunoscut explicit în unele interviuri.
Aproape în același timp, Dragojević a scris scenariul unui film al lui Uroš Stojanović, Čarlston za Ognjenku, pe care l-a scris ca o „comedie screwball sau ca un produs post-modern al lui Frank Capra”, cu toate acestea, în cele din urmă, Stojanović a ales un subiect diferit pentru acest film.
Imediat după aceea, Dragojević a început să lucreze la a treia parte a francizei Mi nismo anđeli. Astfel a apărut Mi nismo anđeli 3: Rokenrol uzvraća udarac, film pe care l-a scris împreună cu Dimitrije Vojnov, dar l-a lăsat pe Petar Pašić să-l regizeze. Abordarea adoptată a fost cea a cinematografiei hollywoodiene - scenariul a fost dat la șapte regizori, fiecare dintre ei trebuind să facă o probă, iar Pašić a fost ales în cele din urmă.
Dragojević a fost adus de John Cusack în proiectul său intitulat Brand Hauser: Stuff Happens, pe care sârbul a fost programat să-l regizeze. Cu toate acestea, compania de producție Nu Image, condusă de Avi Lerner, a dorit rescrierea scenariului, lucru pe care l-a făcut tot  Dragojević care, la rândul său, l-a adus co-scenarist pe Dimitrije Vojnov continuând astfel colaborarea lor la scenarii. Scenariul cu care au venit cei doi a fost descris de Dragojević ca „un Dr. Strangelove modern”. Dragojević a petrecut apoi trei luni în Bulgaria, făcând lucrări de pregătire cu scenograful și directorul său de imagine, ajungând chiar să zboare în locuri din Maroc și Kazahstan, unde urmau să fie filmate părți ale filmului. Cu câteva săptămâni înainte de programarea filmărilor, Cusack a venit de la Londra unde filmase Camera 1408, exprimându-și nemulțumirea față de versiunea scenariului lui Dragojević și Vojnov și cerând revenirea la versiunea originală co-scrisă de Cusack însuși. Acest lucru a determinat sfârșitul implicării lui Dragojević în proiect, deoarece a decis să părăsească Bulgaria a doua zi. Filmul a ajuns să fie realizat după scenariul original și a primit un nou titlu Război SRL (War, Inc.). Singurul detaliu din redactarea scenariului de către Dragojević care a apărut în film a fost panoul publicitar pentru marca de țigări fictivă Democracy Light, idee pe care a folosit-o anterior în filmul său Rănile. 

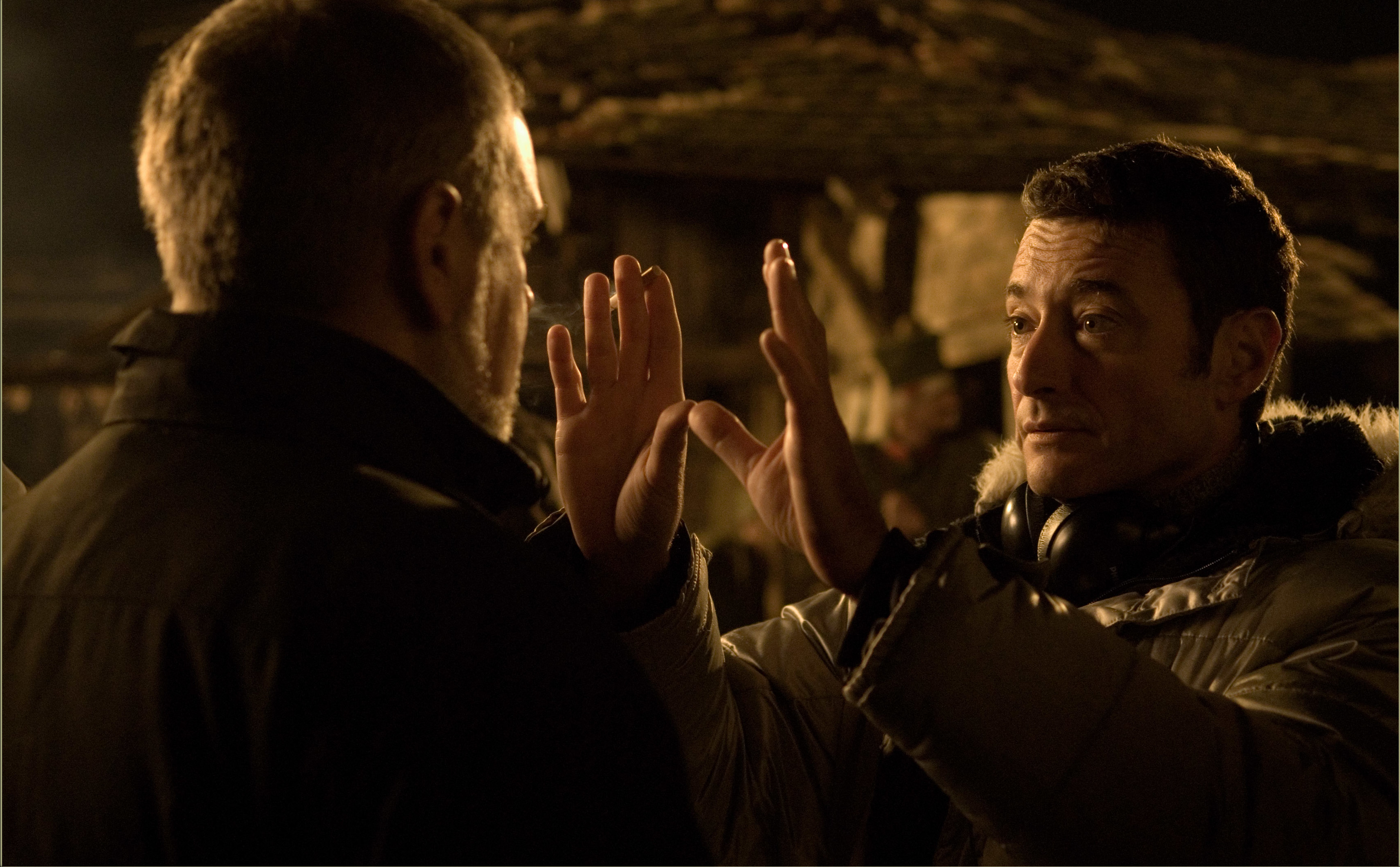
Srđan Dragojević pe platourile de filmare a peliculei Sfântul Gheorghe împușcă balaurul (2007)

În vara anului 2007, Dragojević a început să filmeze melodrama istorică Sfântul Gheorghe împușcă balaurul, un film ambițios și scump, bazat pe scenariul lui Dušan Kovačević despre un triunghi amoros pe fundalul efortului de război al Serbiei în primul război mondial. Finanțat în mare parte de guvernele Serbiei și al Republicii Srpska, filmul a stârnit mult interes în mass-media din Serbia. A fost de departe cel mai mare proiect de film pe care Dragojević l-a realizat. Producția filmului nu a fost însă ușoară. Sergej Trifunović a fost concediat din rolul principal și a fost înlocuit cu Milutin Milošević, iar directorul de imagine Miljen „Kreka” Kljaković a părăsit proiectul, în timp ce presa sârbă a detaliat multe dintre problemele de pe platouri. În cele din urmă, întrucât filmul urma să intre în lansare cinematografică în Serbia la jumătatea lunii martie 2009, chiar Dragojević a recunoscut dezamăgirea personală pentru unele dintre alegerile pe care le-a făcut în timpul filmărilor într-un interviu lung acordat revistei Vreme. El a spus: „Am investit atât de multă energie în acest film, încât am început să cred că va deveni o capodoperă, dar nu a fost”.
La sfârșitul anului 2010, filmul lui Dragan Bjelogrlić, Montevideo, Bog te video, pe care Dragojević l-a scris împreună cu Ranko Božić, a avut recenzii pozitive și un mare succes comercial. Simultan, a fost anunțată implicarea politică a lui Dragojević în Partidul Socialist din Serbia (SPS), un partid aflat în coaliția de guvernământ din Serbia.
La sfârșitul lunii octombrie 2011, a avut premiera celui mai recent film al lui Dragojević, Parada. Acoperind subiectul sensibil din punct de vedere politic al drepturilor homosexualilor din Serbia, filmul a generat unele controverse înainte de premieră. La rândul său, Dragojević l-a anunțat cu îndrăzneală ca fiind „cel mai bun film din cariera mea” și a detaliat: „Spun că acesta a fost rezultatul satisfacției mele prin faptul că am reușit să controlez un lucru foarte riscant - să fac un echilibru continuu între conceptele de „comedie pură” și „dramă pură” și să influențez în mod intenționat sistemul limbic al spectatorului, manipulând și desenând emoțiile pe care le consider necesare pentru fiecare segment al filmului, ceea ce are ca rezultat reacția emoțională și cognitivă planificată.“

## Filmografie

### Ca regizor
- We Are Not Angels (1992)
- Dva sata kvalitetnog TV program (1994) (film TV)
- Otvorena vrata (1995) (serial TV) (a regizat câteva episoade)
- Lepa sela lepo gore (1996)
- Rănile (1998)
- Mi nismo anđeli 2 (2005)
- Sfântul Gheorghe împușcă balaurul (2009)
- Parada (2011)
- Atomski zdesna (2014)
- Nebesa (2020)

### Ca scenarist
- We Are Not Angels (1992)
- Slatko od snova (1994) (cu Aleksandar Barišić)
- Dva sata kvalitetnog TV program (1994) (TV)
- Lepa sela lepo gore (1996) (cu Vanja Bulić, Biljana Maksić și Nikola Pejaković)
- Rănile (1998)
- Mi nismo anđeli 2 (2005)
- Mi nismo anđeli 3: Rock &amp; roll uzvraća udarac (2006) (cu Dimitije Vojnov)
- Montevideo, Bog te video (2010) (cu Ranko Božić)
- Parada (2011)
- Atomski zdesna (2014)

## Carieră politică
În decembrie 2010 a fost anunțată intrarea lui Dragojević în Partidul Socialist din Serbia (SPS) condus de Ivica Dačić. În momentul aderării lui Dragojević, SPS a făcut parte din coaliția de guvernământ din Serbia, care a inclus multe partide, dar a fost dominată de Partidul Democrat (DS) și de liderul său Boris Tadić. Având în vedere că Partidul Socialist din Serbia a fost fondat și a fost condus de Slobodan Milošević, pe care Dragojević l-a criticat de mult timp, mulți din Serbia au considerat surprinzătoare această alegere. Răspunsul lui Dragojević a fost că a considerat că Partidul Socialist din Serbia este un partid diferit de zilele în care Milošević l-a condus și a adăugat că principala sa motivație de a se alătura a fost reînnoirea centrelor culturale închise din orașele mici din Serbia și că Partidul Socialist din Serbia a fost singurul partid interesat de planul său.
La sfârșitul lunii martie 2012, numele său a fost pe locul 55 în lista electorală de 250 de persoane propusă de partid pentru alegerile parlamentare sârbe din 2012. În afară de membrii SPS, lista a inclus și membri din Partidul Uniunii Pensionarilor  din Serbia (PUPS) și Serbia Unită (JS). Dragojević a participat activ la campania electorală, făcând emisiuni TV de dezbateri și a apărut la mitinguri publice. Lista SPS-PUPS-JS a obținut în cele din urmă 44 de locuri în parlament, ceea ce înseamnă că Dragojević nu a obținut statutul de deputat (parlamentar) în parlamentul sârb. 
Cu toate acestea, un an și jumătate mai târziu, Dragojević a obținut statutul de parlamentar. În urma remanierii cabinetului din august 2013, doi parlamentari SPS - Branko Ružić și Aleksandar Antić - și-au dat demisia din funcțiile parlamentare din cauza că li s-au acordat funcții ministeriale în cabinetul premierului Ivica Dačić și al viceprim-ministrului Aleksandar Vučić. Pozițiile parlamentare ale lui Ružić și Antić au fost preluate de Milutin Mrkonjić și de Srđan Dragojević. În ianuarie 2014, Dragojević a fost criticat de colaboratorul său cinematografic, Dragan Bjelogrlić, pentru că a acceptat postul de parlamentar: „Aș vrea să nu o fi făcut-o. Această ambianță nu este deloc pentru el. El este mai mare decât toți [de acolo]. Postul de parlamentar nu este una degradant în sine, dar când mă gândesc ce a făcut anterior Dragojević, ca punk rocker sau înapoi în anii 1990, când era destul de brutal și, de multe ori, înfricoșător, spunând în față  oamenilor ceea ce credea despre ei, acum pare un mistreț care a fost îmblânzit și pus în cușca parlamentară".

## Viața personală
Dragojević a fost căsătorit cu designerul de costume și artista Tatjana Strugar, din 1988 până în 2007. Au trei copii: fiicele Irina și Eva și fiul Matija. 

## Vezi și
- Listă de regizori sârbi
- Listă de scenariști sârbi